# Atopsyche plancki
Atopsyche plancki är en nattsländeart som beskrevs av G. Marlier 1964. Atopsyche plancki ingår i släktet Atopsyche och familjen Hydrobiosidae. Inga underarter finns listade i Catalogue of Life.